# Ретійська залізниця
46°24′32″ пн. ш. 10°1′11″ сх. д. / 46.40889° пн. ш. 10.01972° сх. д.

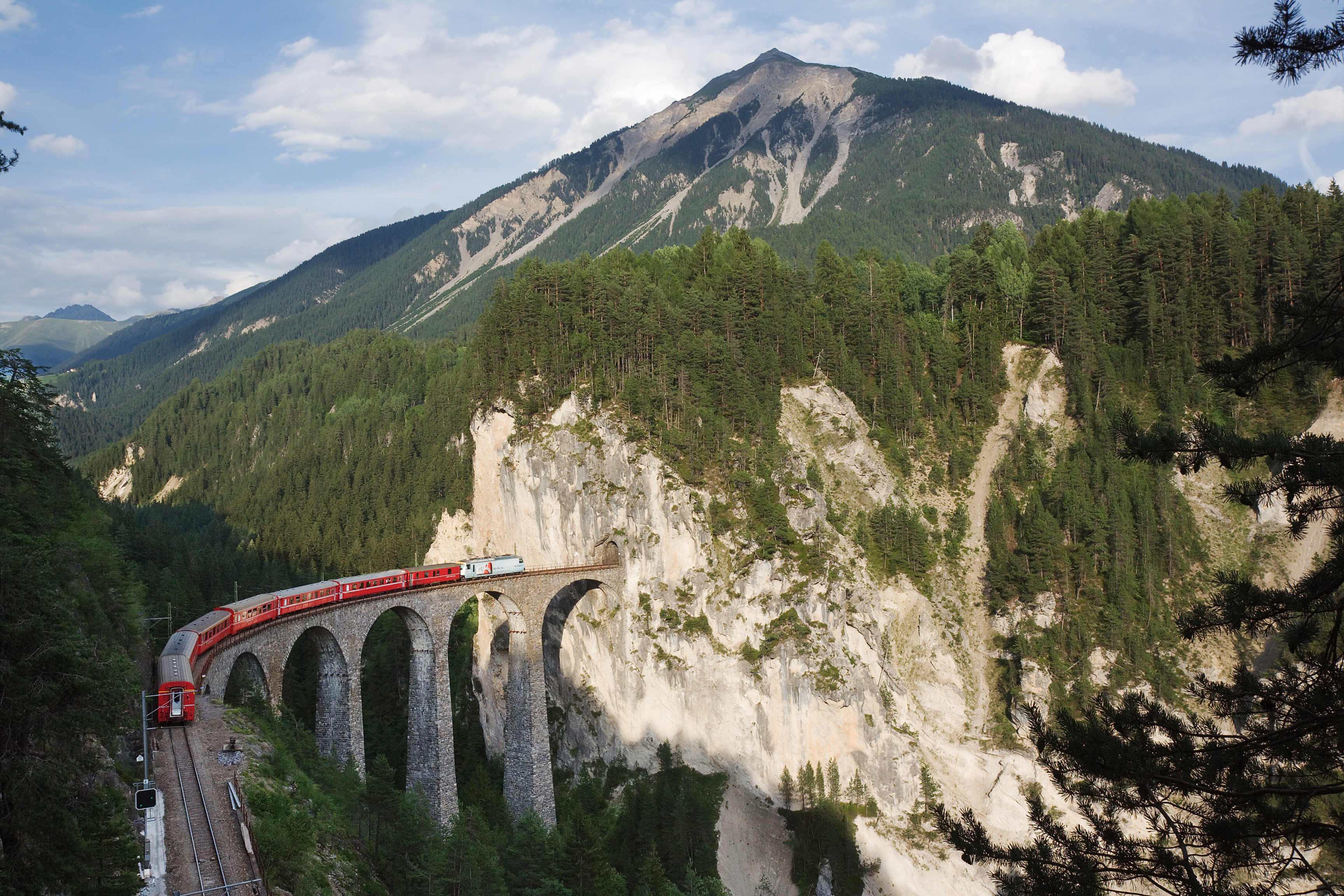
Потяг на віадуку Ландвассер Ретійської залізниці

Ретійська залізниця, скорочено — RhB (нім. Rhätische Bahn, італ. Ferrovia Retica, рет. Viafier retica) — мережа вузькоколійних залізниць у Швейцарії, що є найбільшою акціонерною залізницею в цій країні. Більша частина мережі залізниць компанії пролягає в межах кантону Граубюнден.
Мережа RhB є великим перевізником у межах великого туристичного району Санкт-Моріц — Давос з виходом до італійського кордону. Частина залізниці, лінії RhB Альбула та Берніна (в тому числі, частина залізниці, що проходить по території Італії до Тірано), є об'єктами всесвітньої спадщини ЮНЕСКО
У 2009 через старість склепінь тунелю Альбула в Альбулі, що є складовою частиною історичної лінії, було вирішено повністю реконструювати тунель до 2011 року.
- Ширина колії — 1000 мм
- Електрифікація — 11 кВ змінного струму 16⅔ Гц (322 км), 1000 В постійного струму (62 км, Бернінабан)

## Мережа та інфраструктура залізниці

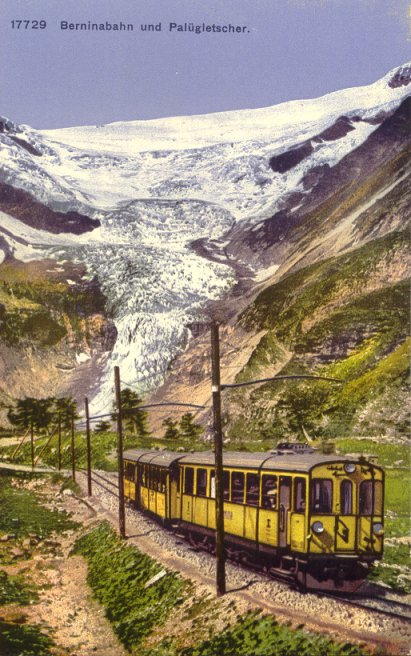
Потяг Ретійської залізниці в 1911 році

Мережа залізниць RhB створена наприкінці XIX — на початку XX століття (починаючи з ділянки Ландкварт — Давос, 1888). Мережа має колію 1000 мм і кілька різних систем електрифікації, а також одну ділянку завдовжки 12 км, відокремлену від загальної мережі. Вся мережа повністю електрифікована.
- 323 км — електрифіковано змінним струмом із напругою 11 кВ частотою 16,7 Гц.
- Bernina Bahn — ділянка довжиною 61 км, електрифіковано постійним струмом з напругою 1000 В.

Мережа RhB має у своєму розпорядженні 84 тунелі (найдовший з яких тунель Ферайна, завдовжки 19,042 км) і 383 мостами. Максимальний ухил на мережі становить 4 %, окрім ділянки Bernina Bahn, де він становить 7 %.
Рух поїздів RhB на 2008 здійснюється за такими маршрутами:
- Регіональний експрес RE1 — Chur — St. Moritz
- Регіональний експрес RE2 — Landquart — Davos
- Регіональний експрес RE3 — Disentis/Muster — Chur — Landquart — Scuol-Tarasp
- Регіональний поїзд R4 — Chur — Arosa
- Регіональний поїзд R5 — St. Moritz — Tirano (Італія), проходить через перевал Берніна
- Регіональний поїзд R6 — Davos Platz — Filisur
- Регіональний поїзд R7 — Pontresina — Sagliains — Scuol-Tarasp
- Регіональний поїзд R8 — Schiers — Landquart — Chur — Rhäzüns
- Регіональний поїзд R9 — Chur — Thusis

Працюючи поза межами годин-пік:
- Регіональний поїзд R11 — Chur — St. Moritz
- Регіональний поїзд R21 — Landquart — Davos
- Регіональний поїзд R31 — Disentis — Landquart

Рух також здійснюється на ділянках:
- Vereina Tunnel (у тому числі, перевезення автомобілів на платформах)
- Albula Tunnel

Щорічний обсяг перевезень становить:
- Пасажирообіг — 300 млн пас / км
- Вантажообіг — 54 млн т / км
- 80 % доходів надходить від перевезень туристів, хоча 40 % усіх пасажирів є місцевими жителями.
- 51 % акцій мережі RhB належить владі кантону Граубюнден, 43 % — федеральної влади Швейцарії, ще 6 % належать приватним акціонерам.

### Лінія Ландскварт-Давос
Ландкварт в Граубюнден є відправною точкою Ретійської залізниці, основним депо компанії, і нульовим кілометром основної мережі компанії. Лінія Ландкварт-Давос — найстаріша в мережі. Після Ландкварта залізниця прямує за річкою Ландкварт вгору, до Клостерс, перетинаючи річку декілька разів. Відразу за Клостерс є два тунелі. Один із них — лінія Ферайна, другий — спіральний тунель Клостерс. Лінія в Давос піднімається серпантином по схилу гори до Давос-Ларет. Найвища точка на лінії — наступна зупинка, Давос Вольфганг. Потім лінія веде вниз і вздовж озера Давос в Давос-Дорф, і закінчується в Давосі (станція Давос Плац).

### Лінія Давос-Фліссур
Сполучна лінія від Давоса до лінії Альбулабан у Філізурі проходить через дикі ущелини, і технічно дуже цікава не тільки через віадук Візен. Лінія Давос-Філізур 19 км завдовжки, проходить через 14 тунелів загальною довжиною 4200 м і перетинає 28 мостів.

### Лінія Ландскварт-Кур-Тузіс
Прямує долиною Рейну, більш-менш паралельно з лінією Швейцарських федеральних залізниць Зарганс-Ландкварт-Кур (ширина колії — стандартна) до Кура. Лінія до Тузіса прямує вздовж Рейну до Бонадуца. Звідти потрапляє в долину Домлешг і прямує уздовж Хінтеррейну від Рецюнса до Тузіса.

### Лінія Альбула (Тузіс-Санкт-Моріц)
Ця лінія починається в Тузісі. Прямує через Тіфенкастель (851 м), перетинає річку Альбула і Віадук Ландвассер до Філізура (1032 м). Незабаром після Філізура лінія проходить свій перший спіральний тунель, і досягає Бергюн (1373 м).
Між Бергюн і Преда (1789 м), на кінці долини, лінія долає різницю у висоті понад 400 метрів при горизонтальній відстані 5 кілометрів, без використання зубчастих рейок, але з багатьма спіралями. Потім лінія входить до тунелю Альбула (1815 м) під перевалом Альбула. Тунель веде у Валь Бевер, де лінія досягає Бевер (1708 м) в долині Енгандін, далі лінія прямує до Самедана (1721 м) і завершується у Санкт-Моріц (1775 м).

### Лінія Райхенау-Тамінс-Дізентіс
Лінія пов'язує решту мережі із залізницею Матергорн-Готтард-бан. Вона відгалужується від лінії на Тузіс після спільного комбінованого мосту через Рейн. На відміну від автостради, що прямує поруч і піднімається близько 500 метрів в напрямку Флімс і Лакс, залізниця прямує вузькою «ущелиною Руйнаульта».
Лінія була відкрита окремими дистанціями між 1903 і 1912 році та електрифікована у 1922.
У Іланці залізниця і автострада знову зустрічаються і прямують разом до Дизентис/Мустéр.
Основний трафік на лінії Райхенау-Дизентис/Мустéр це Льодовиковий Експрес — пасажирські потяги, що курсують із годинним інтервалом.
Проте вантажні потяги також курсують лінією, обслуговуючи промисловість в області Передній Рейн, і постачають цемент для будівництва лінії європейської колії — базисний тунель Готтард. Зазвичай три пари поїздів прямують Дизентис/Мустéр (локомотиви — Ge 6/6 II) і кілька додаткових поїздів прямують тільки до Іланцу (локомотиви — Ge 4/4 II).

### Енгадінбан (Понтрезіна-Скуоль-Тарасп)
Енгадінбан що прямує вгору долиною Енгадін, був побудований в два етапи. Дистанція Самедан-Понтрезіна була відкрита Ретійською залізницею 1 липня 1908 року одночасно з дистанцією Понтрезіна-Мортерач, що була частиною тоді окремого Бернінабану. Фактично Енгадінбан, між Бевер і Шкуоль-Тарасп, було відкрито 1 липня 1913 року, і електрифіковано з самого початку — 11 кВ 16⅔ Гц змінного струму.
Станція Понтрезіна, двосистемна. Енгадінбан використовує колії з 1 по 3, тоді як Бернінабан має живлення 1000 V постійного струму — з 3 до 7. На колії 3 відбувається зміна локомотивів для популярного Берніна-Експрес, Heidi Express.
Поєднує лінії Альбулабан і Бернінабан із населеними пунктами Нижнього Енгадіну. На перегоні Самедан-Бевер колія спільна з Альбулабан. На станції Загліайнс з'єднується з лінією Ферайна.
З відкриттям тунелю Ферайна і лінії в листопаді 1999 року Енгадінбан з'єднано із залізницею Ландкварт-Давос.

### Бернінабан (Санкт-Моріц-Тірано)
Поєднує міста Санкт-Моріц у кантоні Граубюнден, Швейцарія і Тірано, в провінції Сондріо, Італія, через перевал Берніна. Долаючи висоту 2253 метрів над рівнем моря, де найвищий залізничний перевал у Європі, це третя за висотою залізниця в Швейцарії.

### Залізниця Кур-Ароза

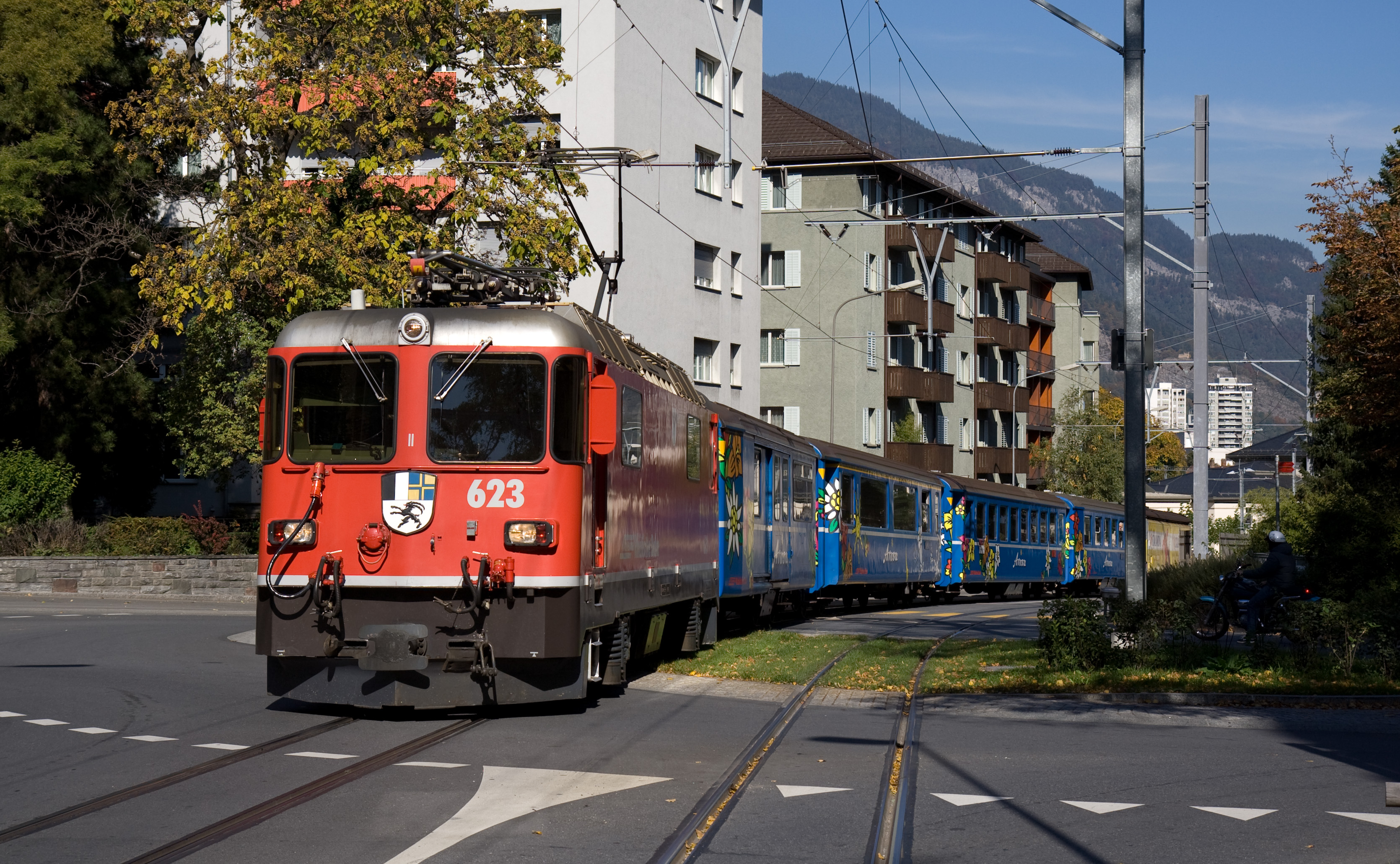
Арозабан на Енгадінштрассе (частина Stadtbahn) у Кур.

Залізниця Кур-Ароза завдовжки 25.68 км прямує від Кур до Ароза, відома також як Arosabahn (або Arosa-Bahn), і часто скорочено"ChA" (Chur-Arosa). Роботи були розпочаті у 1912 році на і лінію було відкрито 12 грудня 1914 року. Залізниця прямує численними тунелями, мостами, віадуками (в тому числі Лангвізер віадук) — структура національного значення. У 1942 році лінія стала частиною компанії RhB і стала частиною мережі; Проте до 1997 року живлення мережі було 2400 V постійного струму, у 1997 відбулася уніфікація — на середину 2010-х це 11 кВ 16,7 Гц змінного струму. Ширина колії завжди була 1000 мм, що ідентично ширині колії RhB.
Лінія одноколійна, за винятком короткої двоколійної ділянки вздовж Енгадінштрассе (Engadinstrasse) в Кур. Максимальний нахил складає 6 %, але зубчаста передача не використовується.
Існував проект будівництва 5 км тунелю, як альтернативний маршрут для уникнення руху через центр міста Кур. Цей проект було остаточно відхилено у 1996 році через нерентабельність.
Лінією використовують як пасажирські, так і вантажні потяги.